# Кханом чан
Кханом чан (англ. khanom chan; тай. ขนมชั้น) — національні тайські рисові солодощі з панданом, які переважно готують на свята та церемонії. Має ще одну назву — тайське желе. На тайській мові слово Khanom (тай. ขนม) означає десерт, а Chan (тай. ชั้น) — шар. Ці ароматні ласощі готують у 9-шаровій формі (бо дев'ятка у тайців вважається символом прогресу). Й таким чином, згідно тайських традицій, кханом чан символізує процвітання у житті.

## Історія
У період правління династії Сукотай Таїланд почав розвивати зовнішню торгівлю з Китаєм та Індонезією. Це сприяло розвитку культури, у тому числі обміну рецептами національних кухонь. Тайці змогли перейняти надбання інших країн та адаптувати їх до потреб своєї місцевості. Кханом чан дуже схожий за своїми інгредієнтами та приготуванням на десерт індонезійської кухні — куе лапіс.

## Особливості приготування
Кханом чан — це солодкий, кольоровий десерт, який на дотик є м'яким та липким.
Основними інгредієнтами для кханом чун є борошно з тапіока, борошно з тальку, рисове борошно, мунг-бобове борошно, цукор, чай, кокосове молоко, сік пандани або інший харчовий барвник. Види борошна дуже відрізняються між собою. В залежності від того, яке борошно обирають, таким й буде десерт. Наприклад, борошно з тапіока робить цей десерт м'яким, липким, в'язким та прозорим; борошно з тальку робить кханом чан липким, але не прозорим; рисове борошно робить десерт твердим; а мунг-бобове борошно робить ці солодощі м'якими, але не дуже липкими.
Кхном чан можна їсти відокремлюючи тонкий напівпрозорий шар з десерту один за одним.

## Традиції та звичаї
- Найчастіше кханом чан пригощають на сімейних священних святах, весіллях та церемоніях.
- Ці солодощі традиційно мають дев'ять шарів або більше, оскільки за місцевими віруваннями 9-ка приносить щастя для того, хто готує десерт, та для того, хто його їсть.
- Кханом чан вважають дуже корисним для здоров'я, бо він позитивно впливає на роботу шлунково-кишкового тракту[2].
- У деяких районах Таїланду ці солодощі мають назву khanom chun farh, що означає ще більше процвітання.